# Улица Кожедуба (Салават)
Улица Кожедуба — улица в микрорайоне Мусино, города Салавата.

## История
Застройка улицы началась в 1948 году.   Улица застроена частными  1-2 этажными домами. 

## Трасса
Улица Кожедуба начинается от улицы Джамбула и заканчивается на улице улицы Комсомольская.

## Транспорт
По улице Кожедуба общественный транспорт не ходит. Движение общественного транспорта двухсторонее.